# Inger-Marie Ytterhorn
Inger-Marie Ytterhorn (Oslo, 18 septembre 1941 - 30 mars 2021) est une femme politique norvégienne.

## Biographie
Elle est membre du Parti du progrès.